# Cromatina

parts d'una cèl·lula

La cromatina és el material genètic de la cèl·lula eucariota que es troba al nucli i que resulta intensament tenyit per alguns colorants. Està constituïda principalment per molècules d'ADN associades a histones i altres proteïnes. Es troba en dues formes clarament diferenciables durant la interfase pel seu estat de condensació: l'eucromatina i l'heterocromatina. Quan la cèl·lula es divideix i formen els cromosomes, l'ADN està molt compactat i quan els cromosomes es descondensen en acabar el procés de divisió del nucli, forma la cromatina.